# Pteridotelus contaminatus
Pteridotelus contaminatus är en skalbaggsart som beskrevs av Thomson 1865. Pteridotelus contaminatus ingår i släktet Pteridotelus och familjen långhorningar. Inga underarter finns listade i Catalogue of Life.